# روب ماي
روب ماي (بالإنجليزية: Rob May)‏ هو كاتب أغاني بريطاني، ولد في 15 فبراير 1969.